# برج فلوريان
المبرج فلوريان (بالألمانية: Florianturm) (ويُطلق عليه اختصاراً: فلوريان) هو برج اتصالات وأحد معالم مدينة دورتموند الألمانية التي يُمكن للناظر رأيته من مسافة بعيدة نسبياً، وهو برج التلفزيون في دورتموند بُني عام 1959 بمناسبة معرض الحدائق الاتحادي في حديقة وستفاليا، ويبلغ ارتفاع البرج حالياً مع احتساب منظومة الهوائي 209 متر، مما يجعله في المرتبة الرابعة عشر لاطول المباني في ألمانيا. وقد كان لفترة وجيزة من الزمن أعلى بناء في ألمانيا.
يتألف برج فلوريان من خرسانة مسلحة وأنبوب يتناقص تدريجياً مع تزايد ارتفاع البرج ليصل إلى ارتفاع 129.75 متر (425.7 قدم). يوجد عند ارتفاع 130.6 متر (428 قدم) في البرج طابقين. ويوجد في الطابق السفلي غرف عمليات ويوجد في الطابق العلوي مطعم دوّار وكان هذا المطعم في عام 1959 الأول من نوعه في العالم، وفي الأعلى يوجد اثنين من طوابق المراقبة.
على سطح المراقبة العلوي توجد تثبيتات وهوائيات لشركة دويتشه تليكوم، واستُخدِمت منذ عام 1959 لنقل الإشارات التلفزيونية. اُستخدِمت مروحية روسية لتغيير واستبدال الهوائي يوم 7 سبتمبر عام 2004. ونقل جهاز إرسال تبلغ استطاعته خمسين كيلواط منذ حينها برامج بمنظومة التلفزة الرقمية الأرضية لمنطقة دورتموند.
خضع البرج للتجديد وتحسين السلامة للتوافق مع المعايير الحديثة في الفترة عام 1996 حتى عام 1998. وافتُتِحَت منصة مخصصة للقفز بالحبال عام 2000، ولكنها أُغلِقَتْ عام 2003 على أثر حادث مميت وتمت إزالتها في شهر يوليو من عام 2008.

## بيانات عامة
- المهندس المعماري: فيل شوارتز، دورتموند
- زمن البناء: 1958 – أبريل عام 1959
- عمق الطابق السفلي: 8.10 متر، ويبلغ ارتفاع الجزء الأدنى من البنية التحتية 110.3 متر فوق مستوى سطح البحر
- القطر السفلي: 25 متر
- سمك الطابق السفلي لوحة: 2.5 متر
- الوزن الكلي: حوالي 7,700 طن تقريباً
- حجم الإسمنت: حوالي 1,385 طن تقريباً
- الوزن الكلي للخرسانة: حوالي 3,400 م³ تقريباً
- مجموع الوزن من الصلب: حوالي 660 طن تقريباً
- نسبة الاستقرار: 3.5x

## وصلات خارجية
- برج فلوريان  على موقع ستركتر

(بالإنجليزية)
- برج فلوريان-دورتموند (بالألمانية)

إحداثيات: 